# The Rip
The Rip – drugi singiel zespołu Portishead z płyty Third, wydany w czerwcu 2008 roku. Początkowo utwór nosił tytuł „Mystic”. Animowany teledysk ukazał się na oficjalnej stronie grupy w maju 2008 roku. Utwór był często coverowany przez Radiohead na ich trasach koncertowych, natomiast Thom Yorke nagrał akustyczną wersję „The Rip”.
W sierpniu 2009 roku magazyn Pitchfork Media nazwał piosenkę 199. najlepszą dekady.

## Lista utworów
1. „The Rip” – 4:30
2. „Silence” (Portishead live on Current TV) (EU digital download bonus track; Japan iTunes Store bonus track) – 4:37
3. „The Rip” (EU and Japan iTunes Store bonus video) – 4:10